# Passalotis
Passalotis là một chi bướm đêm thuộc họ Cosmopterigidae.